# Úlpia (àvia d'Hadrià)

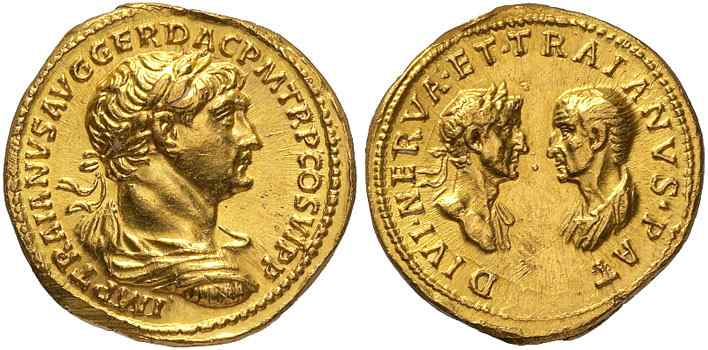
Aureus romà encunyat sota Trajà, al voltant del 115. El revers commemora tant el pare biològic de Trajà i germà d'Úlpia, Marc Ulpi Trajà (dreta), com el seu pare adoptiu, el deïficat Nerva (esquerra).

Úlpia (Ulpia, sobre el 31 - abans del 86) va ser una noble hispanoromana de la gens Úlpia durant el segle i.
Sa mare és desconeguda i els seus ancestres paternals va marxar de la península itàlica i es van assentar a Italica (al costat de la moderna Sevilla, Espanya) en la província romana Hispania Baetica del segle iii aC. El seu germà era Marc Ulpi Trajà, que va servir com a general romà distingit i va ser la primera persona de la seva família en entrar al Senat romà. Ell va ser el pare biològic de Trajà, fill adoptat i hereu del  deïficat Nerva.